# Калихора (спътник)
Вижте пояснителната страница за други значения на Калихора.
Калихора е естествен спътник на Юпитер. Открит е от екипа от астрономи Скот Шепърд, Дейвид Джуит, Ян Клайн и Янга Фернандез на 6 февруари 2003 г. Първоначалното означение на спътника е S/2003 J 11. Спътникът носи името на фигурата от древногръцката митология Калихора.
Калихора е малко по размери тяло с диаметър от 2 km и се намира на ретроградна орбита около Юпитер. Принадлежи към групата на Карме.